# Зухвалі капітани (фільм, 1937)
«Зухвалі капітани» (англ. Captains Courageous) — фільм Віктора Флемінга за однойменним романом виховання (1897), який був написаний Редьярдом Кіплінгом під час 4-річного проживання в Новій Англії.
Фільм знімався на острові Санта-Каталіна.

## Сюжет
Розпещений син американського мільйонера під час подорожі до Європи змитий за борт океанського лайнера. Його підбирає португальський рибалка Мануель, який вчить його премудростям життя на рибальській шхуні. Через три місяці шхуна бере курс на новоанглійський порт Глостер, але Мануель по дорозі гине. Прихильність хлопчика до старшого товариша така, що в пам'ять про нього він вирішує пов'язати своє життя з морем. Однак це суперечить планам його батька…

## У ролях
- Фредді Бартолом'ю — Гарві Чейн
- Спенсер Трейсі — Мануель Фіделло
- Лайонел Беррімор — капітан Диско Труп
- Мелвін Дуглас — Френк Бертон Чейн
- Чарлі Грейпвін — дядько Солтерс
- Міккі Руні — Ден Труп
- Джон Керрадайн — Довготелесий Джек
- Оскар О'Ши — капітан Уолт Кашмен
- Джек Лару — священник
- Волтер Кінгсфорд — доктор Фінлі
- Дональд Бріггс — Боб Тайлер
- Сем Макденіел — Док
- Джин Рейнольдс — хлопчик у друкарні (в титрах не вказаний)

## Нагороди
Спенсер Трейсі за роль Мануеля отримав свій перший «Оскар». Всього фільм номінувався на «Оскар» в трьох категоріях (у тому числі як найкращий фільм року).